# Stazione di Lurate Caccivio
Stazione di Lurate Caccivio 1966-ban bezárt vasútállomás Olaszországban, Lombardia régióban, Lurate Caccivio településen.

## Vasútvonalak
Az állomást az alábbi vasútvonalak érintették:
- Como–Varese-vasútvonal

## Kapcsolódó állomások
A vasútállomáshoz az alábbi állomások vannak a legközelebb:
- Stazione di Olgiate Comasco
- Stazione di Villa Guardia